# Fokker Services
Fokker Services is een Nederlands onderhoudsbedrijf met hoofdzetel in Hoofddorp en  vestigingen te Schiphol, Woensdrecht, LaGrange Callaway Airport in Georgia, Verenigde Staten en Seletar Airport in Singapore. Het bedrijf verzorgt onderhoud, modificatie en reparatie van Boeing-, Embraer- en Fokker-toestellen. Daarnaast verzorgt Fokker Services ook onderhoud van de F-16 gevechtsvliegtuigen van de Deense, Noorse en Nederlandse Luchtmacht. 
Het bedrijf ontstond tijdens het faillissementsprocedure van Fokker en werd in juli 1996 door Stork overgenomen. Sindsdien maakte het bedrijf deel uit van Fokker Technologies.
In 2005 kreeg Fokker Services de Aerospace Industry Award toegekend voor haar Future programma. In 2007 nam het bedrijf het Amerikaanse Aerotron AirPower over.
In 2021 nam Panta Holdings de onderhouds- en servicebedrijven over van Fokker Technologies/GKN Aerospace. Fokker Services en Fokker Techniek bleven juridisch aparte bedrijven, maar werden als een enkel merk in 2022 omgedoopt tot Fokker Services Group. Panta Holding eigenaar Jaap Rosen Jacobsen was eerder in bezit van VLM Airlines en probeerde onder de naam Rekkof, nu Fokker Next Gen, een vernieuwde Fokker 100 te maken. De holding had van 2005 tot 2014 Denim Air in bezit, en had tot in 2022 een meerderheidsbelang in het Canadese Avcorp Industries dat vliegtuigcomponenten fabriceert en repareert.